# Eccrisis adlbaueri
Eccrisis adlbaueri là một loài bọ cánh cứng trong họ Cerambycidae.